# Louise Petrén-Overton

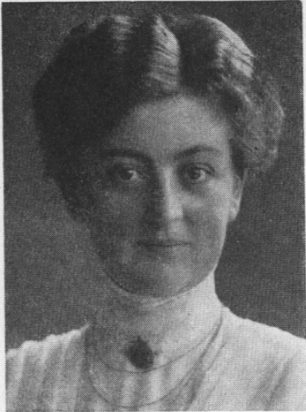

Hedvig Louise Beata Petrén-Overton (12. August 1880 – 14. Januar 1977) war eine schwedische Mathematikerin und die erste Frau in Schweden, die einen Doktortitel in Mathematik erhielt.

## Kindheit und Ausbildung
Louise Petrén war eines von zwölf Kindern des Vikars von Halmstad, Carl Daniel Edvard Petrén, und von Charlotte Göransson. Ihr Vater war 1850 in Mathematik promoviert worden, und ihr Großonkel Carl Johan Hill war ein Professor für Mathematik an der Universität Lund. Einer ihrer Brüder war der Arzt und Forscher Karl Anders Petrén. Ihr Bruder Johan Edvard Petrén war Richter am Obersten Gerichtshof von Schweden.
Während sich zwei ältere Schwestern um den Haushalt kümmerten, konnte sie sich auf ihr Studium konzentrieren. Als Kind erzählte sie ihrer Familie, als sie an Scharlach erkrankt war, dass sie nicht in den Himmel kommen würde, falls sie nicht ihre Mathematikbücher mitnehmen könne.
Sie bekam ihr Schulabschlusszeugnis an der privaten Katedralskolan in Lund im Jahr 1899. Im Jahr 1902 machte sie ihren Bachelor an der Universität Lund als eine von etwa einem Dutzend Frauen an der Universität und einzige in den Naturwissenschaften. Sie bekam 1910 ein Lizenziat und verteidigte ihre Promotion in Lund im Jahr 1912 mit der Dissertation Extension de la méthode de Laplace aux équations.

## Beiträge zur Mathematik
Nail H. Ibragimov schrieb, dass Petrén „einen grundlegenden Beitrag zur konstruktiven Integrationstheorie partieller Differentialgleichungen in der von Euler begonnenen und von Laplace, Legendre, Imschenetsky, Darboux und Goursat fortgeführten Richtung leistete. In ihrer Dissertation erweiterte sie die Laplace-Methode zur Integration von linearen hyperbolischen Gleichungen zweiter Ordnung mit zwei unabhängigen Variablen auf Gleichungen höherer Ordnung.“

## Späteres Leben
Petrén heiratete 1912 Ernest Overton, der Professor für Pharmakologie in Lund war, aber als Frau konnte sie dort keine eigene Stelle bekommen. Stattdessen wurde sie Lehrerin in Teilzeit und Aktuarin und zog vier Kinder groß.
Luise Petrén-Overton wurde auf dem Östra-Friedhof in Lund begraben.